# Le donne vendicate
Le donne vendicate és una òpera en dos actes composta per Niccolò Piccinni sobre un llibret italià de Giuseppe Petrosellini, basat al seu torn en un llibret de Carlo Goldoni. S'estrenà al Teatro Valle de Roma el carnestoltes de 1763.
A Catalunya, s'estrenà el 1763 al Teatre de la Santa Creu de Barcelona.